# Giuseppe Scarlattei
Giuseppe Scarlattei (L'Aquila, 17 luglio 1886 – L'Aquila, 13 novembre 1962) è stato un pittore italiano.

## Biografia
Nacque a L'Aquila e si formò nell'istituto d'arte della città. 

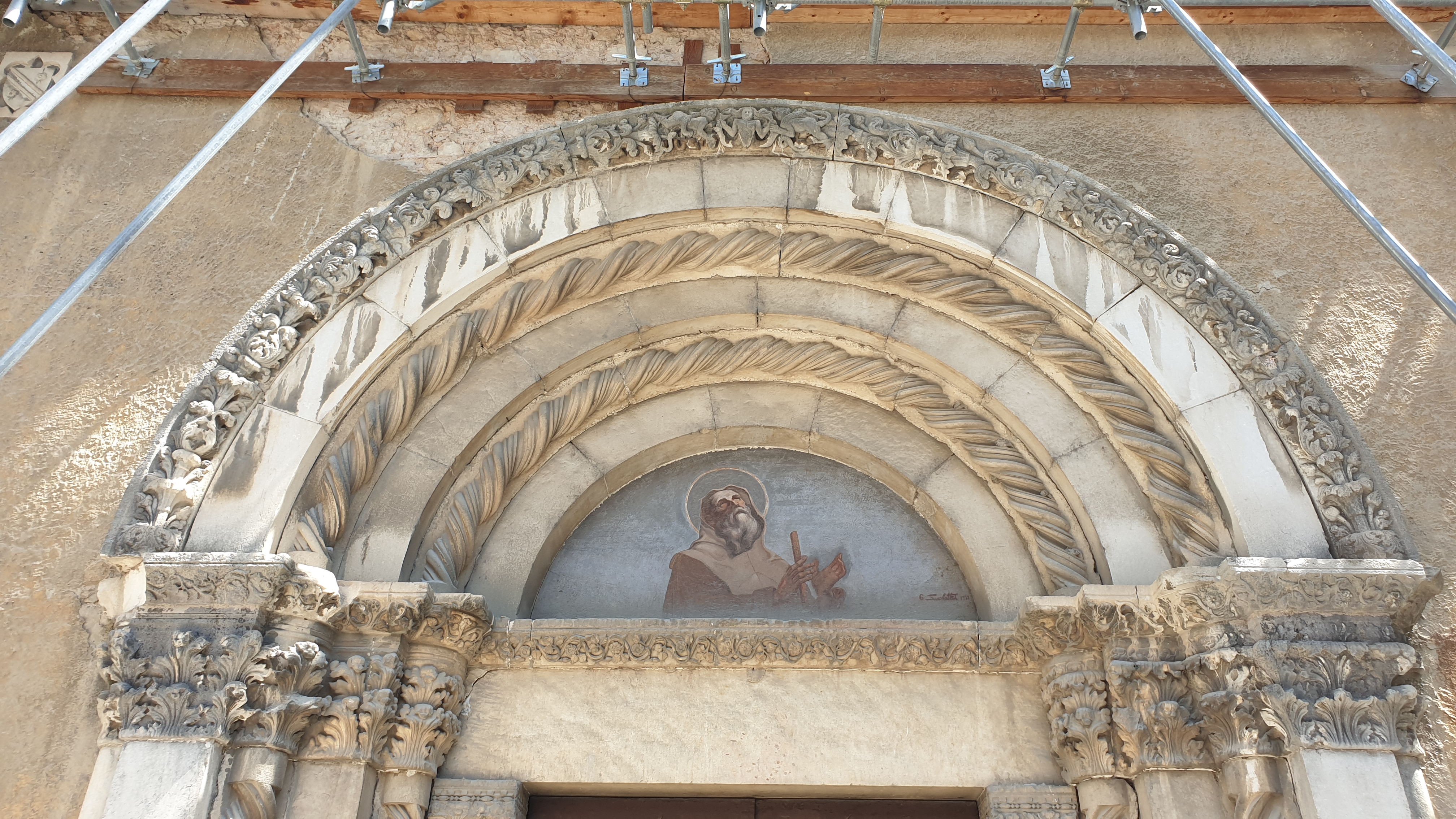
Portale della chiesa di San Francesco di Paola a L'Aquila, l'affresco di Scarlattei

Teofilo Patini di Castel di Sangro per molti anni diresse all'Aquila la Scuola di Arti e Mestieri, una iniziativa pilota, tesa ad alleviare il problema della sottoccupazione giovanile, offrendo nuove possibilità di formazione professionale. Tra i suoi allievi, da lui scelti tra quelli più sensibili al mondo dell'arte e che egli formava secondo linee guida artistiche di intonazione veristica ottocentesca, c'era Giuseppe Scarlattei. Per gli allievi di Patini lo studio del vero era quindi d'importanza primaria. Dopo le regolari lezioni, alcuni allievi, tra cui Scarlattei, frequentavano assiduamente lo studio di Patini e si distinsero più tardi nel panorama artistico novecentesco, per cui si parla di una Scuola di Teofilo Patini.

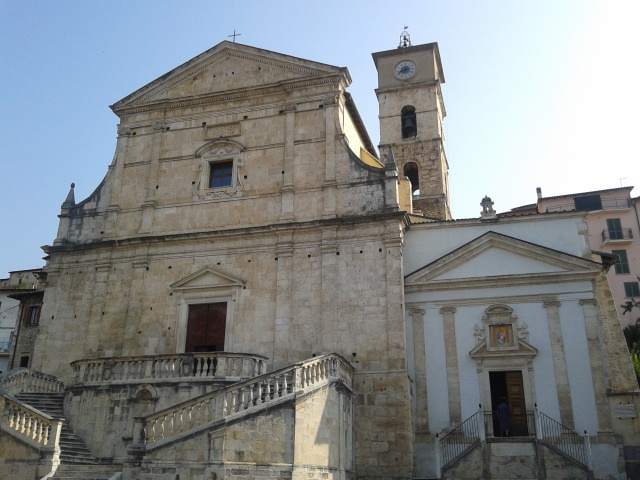
Scurcola Marsicana, chiesa della SS. Trinità

Scarlattei è stato anche in contatto con pittori della seconda stagione della "Scuola Romana", che si proponevano un realismo dai toni caldi, conosciuto come romano.

### Dipinti a soggetto religioso
All'Aquila, nella chiesa di San Francesco di Paola, in via XX Settembre - caratteristica per la facciata in falso antico e ricostruita nel 1898 con il portale della distrutta chiesa di San Giovanni di Lucoli - Giuseppe Scarlattei nel 1953 realizzò il grande affresco dedicato al santo.
Ad Oria, nel Santuario di Sant'Antonio, gli affreschi nelle lunette laterali della navata centrale furono si devono alla sua mano. Si tratta di un ciclo ispirato alla vita di Sant'Antonio da Padova. Nel quadro con Sant’Antonio che distribuisce il pane sono ritratti Fratel Giuseppantonio Meli e Suor Maria Elisabetta Paradiso, allora superiora delle Figlie del Divino Zelo di San Benedetto.

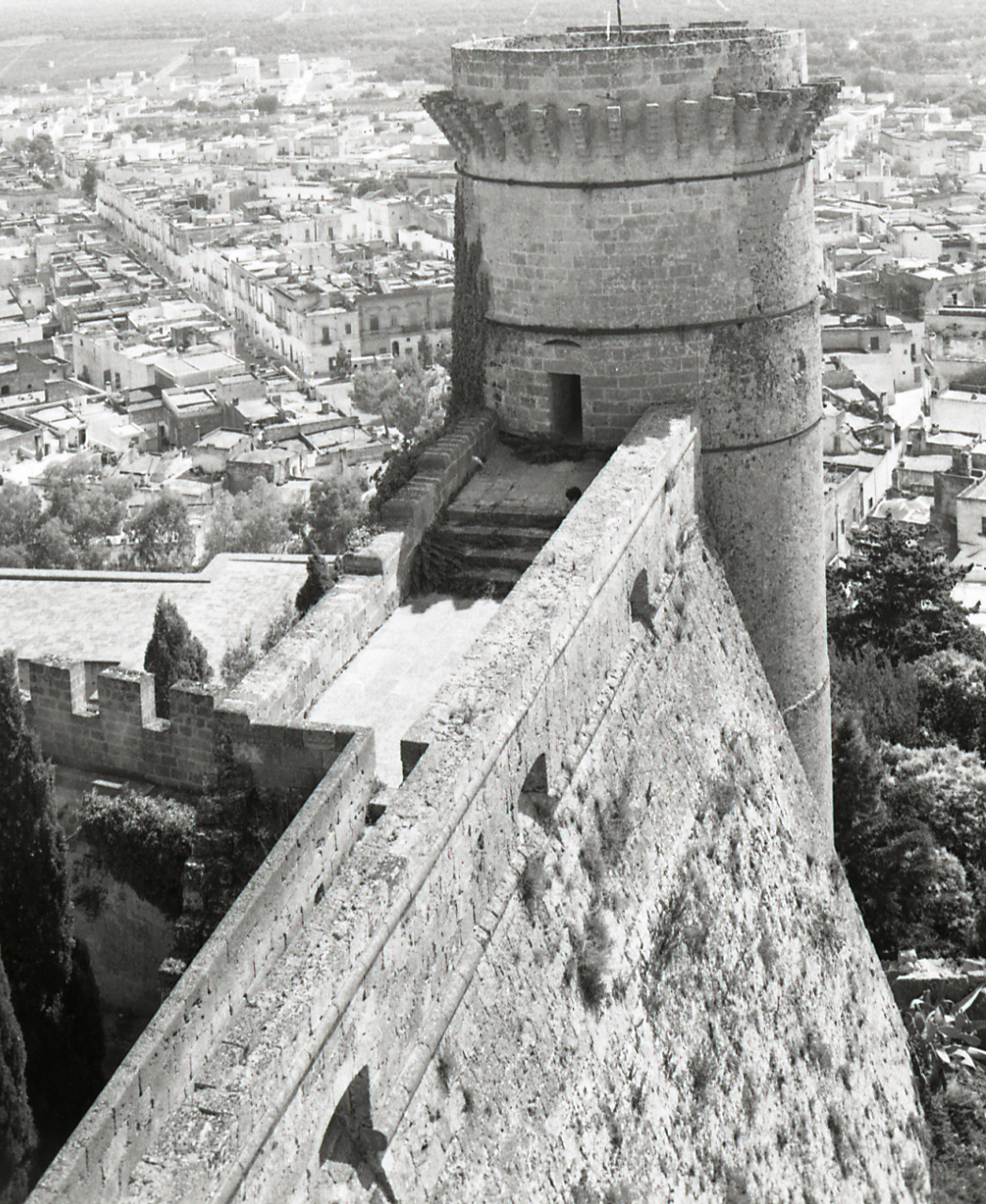
Castello di Oria nel 1970 - (Paolo Monti - Servizio fotografico)

Nel 1903 la chiesa della SS. Trinità a Scurcola Marsicana fu ammodernata per volontà dell'Abate don Vincenzo De Giorgio e negli anni Cinquanta fu interessata da un nuovo rifacimento, dovuto al pittore aquilano Giuseppe Scarlattei.
Sul soffitto della chiesa del San Salvatore, a Pereto, egli dipinse nel 1927 una Assunzione di Maria contornata da angeli, firmata e datata. 
Il dipinto a tempera, posto sull'altare maggiore della chiesa parrocchiale di San Benedetto abate, a Caporciano, fu realizzato da Scarlattei alla fine degli anni Trenta.
Partecipò nel 1956 alla Mostra regionale di arti figurative dell'Abruzzo e Molise, che si tenne all'Aquila e che fu poi spostata a Teramo l'anno successivo.
Nei ritratti ha curato in modo particolare l'espressività dei volti e le velature degli incarnati.

### Altre opere
- Fiori, olio su legno compensato, Pinacoteca metropolitana di Bari "Corrado Giaquinto".
- Tre Marie Profane, olio su tela.[6]
- Ritratto di "Lolo", olio su tela, 56,5x44,5 cm, 1938.